# Meehania
Meehania — рід не ароматичних однорічних або багаторічних столонових трав, що населяють США й східну Азію (Російський Далекий Схід, Китай, Японія, Корейський п-ів).

## Біоморфологічна характеристика
Листки прості, зубчасті. Суцвіття складнозонтикоподібні, кінцеві, щитки малоквіткові або іноді 1-квіткові, нещільні, в пазухах приквіток. Квіти зазвичай великі. Чашечка від трубчастої до дзвінчастої, збільшується при плодах, 2-губа й 5-лопатева (3/2), частки від трикутних до ланцетоподібних, гострі, передня губа коротша. Віночок сильно 2-губний, 5-лопатевий (2/3), від синьо-фіолетового до пурпуруватого, задня губа пряма, верхівка виїмчаста або 2-лопатева, передня губа з серединною часткою широко зворотнояйцювато-яйцеподібною, увігнутою, ціла або злегка хвиляста, трубка довго витягнута. Тичинки коротші за віночок. Горішки від кулястих до еліптичних, волохаті. 2n = 18.

## Види
Рід містить 8 видів: 
1. Meehania cordata (Nutt.) Britton
2. Meehania faberi (Hemsl.) C.Y.Wu
3. Meehania fargesii (H.Lév.) C.Y.Wu
4. Meehania henryi (Hemsl.) Y.Z.Sun ex C.Y.Wu
5. Meehania hongliniana B.Y.Ding & X.F.Jin
6. Meehania montis-koyae Ohwi
7. Meehania pinfaensis (H.Lév.) Y.Z.Sun ex C.Y.Wu
8. Meehania urticifolia (Miq.) Makino